# (29306) 1993 TK38
A (29306) 1993 TK38 a Naprendszer kisbolygóövében található aszteroida. Eric Walter Elst fedezte fel 1993. október 9-én.